# Madras Presidency

Positie van de Madras Presidency in het zuiden van India

De Madras Presidency, Presidency of Fort St. George, of (na de Indiase onafhankelijkheid in 1947) Madras Province was een bestuurlijk gebied in Brits-Indië rondom de Britse kolonie Madras en Fort St. George (het huidige Chennai). De Madras Presidency was de voorloper van de huidige Indiase deelstaat Tamil Nadu, maar besloeg op haar hoogtepunt een veel groter gebied. In de 19e en het eerste deel van de 20e eeuw vielen het grootste deel van het zuiden en delen van het oosten van India onder de Madras Presidency (naast Tamil Nadu ook Andhra Pradesh, delen van Odisha, Kerala, Karnataka en de eilanden van de Laccadiven). In die periode begaven de Britse gouverneur en provinciale regering zich tijdens de heetste zomermaanden naar Ooty (Udagamandalam), dat als zomerhoofdstad fungeerde.
Madras was sinds 1639 een Britse handelspost. Het strategische Fort St. George werd gebouwd om de kolonie te beschermen. In 1684 werd Madras een officiële "presidency", waarvan er in India drie bestonden: Madras, Calcutta en Bombay. Tot halverwege de 18e eeuw bleef de Britse macht over India echter beperkt tot een aantal handelsposten en forten langs de kust. De oorlogen om de Carnatic met de Fransen begonnen als een conflict om handelsbelangen, maar zagen de Britse East India Company uitgroeien tot een militaire machthebber, die rondom haar kolonies een ring van vazalstaten opbouwde als buffer tegen aanvallen uit het binnenland. De nawabs van de Carnatic en Travancore werden Britse vazallen, en het vijandige Mysore werd in een serie oorlogen op de knieën gedwongen. Het grootste deel van Mysore's gebied werd direct ingelijfd en een kleine rompstaat, die verder geen bedreiging kon vormen, bleef als vazalstaat doorbestaan. Door de controversiële "doctrine of lapse" waren de Britten in staat de Carnatic geheel in te lijven.
Met de India Act van 1785 werden alle Indische "presidencies" onder het centrale gezag van de gouverneur-generaal in Calcutta geplaatst. Met de opkomst van de Swarajbeweging aan het einde van de 19e eeuw besloot de Britse regering enkele compromissen te doen. Er werden verkiezingen gehouden voor een provinciale legislatuur en de gouverneur werkte vanaf 1919 naast een premier. Na de onafhankelijkheid van India werd de Madras Presidency (dan Madras Province genoemd) in 1950 opgedeeld in een Madras State en een Andhra State. In 1956 volgde de afsplitsing van Kerala van de Madras State. De naam van de laatste werd in 1969 gewijzigd in Tamil Nadu.